# 伊東豊雄
伊東 豊雄（いとう とよお、1941年6月1日 - ）は、日本の建築家。一級建築士。伊東豊雄建築設計事務所代表。
東京大学、東北大学、多摩美術大学、神戸芸術工科大学で客員教授を歴任。高松宮殿下記念世界文化賞、RIBAゴールドメダル、UIAゴールドメダル、日本建築学会賞作品賞2度、グッドデザイン大賞、2013年度プリツカー賞など受賞歴多数。多摩美術大学大学院美術研究科教授。

## 来歴・人物
1941年（昭和16年）、父親が日本と日本統治時代の朝鮮を行き来して陶磁器事業をしていた関係で、朝鮮の京畿道京城府（現・大韓民国ソウル特別市）に生まれる。
2歳頃から中学生までを祖父と父の郷里である長野県諏訪郡下諏訪町で過ごす。4歳で初めて東京に行った際に、憧れをもち高校からは東京の高校に進学を決めた。
東京都立日比谷高等学校に入学。野球部であり、野球で大学を受験したが不合格で浪人する。
東京大学工学部建築学科に進学。全く建築家を志しておらず、点数が低くても入れたため、消去法で進学した。当時の建築学科は工学部の落ちこぼれと揶揄されていた。ここで建築に興味を持った。
菊竹清訓設計事務所勤務時に、大阪万博の近代建築物に携わったが、観衆がそれらには大して興味を持たず、太陽の塔が人を集める様を見て、近代建築に対して疑問を持ち始める。
1971年（昭和46年）に30歳で独立。。アーバンロボット（現：伊東豊雄建築設計事務所）を設立。当初は全く仕事がなく膨大な時間が流れた。家族や知人からの建築関係の依頼で生計を立てた。
姉の家である「中野本町の家 (White U)」や自邸「シルバーハット」など個人住宅を中心に手がけ、安価かつ禁欲的・ミニマルな作風で注目を浴びた。また消費社会に暮らし、物だけでなく生活空間まで消費する若い女性ら都市の「遊牧民」（ノマド）をテーマに、「東京遊牧少女の包（パオ）」といったプロジェクトを発表するなど、体を柔らかい膜のように包む建築などを構想し、都市を批評する活動を行った。バブル景気の最中でも、大きな仕事は入らず、実績を問われてもその最初のきっかけをなかなか掴めなかった。
博物館を訪れた際に「ざる」などが立派なガラスケースに展示されており、「こんなケースが必要なのか、触っても良いんじゃないか」と管理者に尋ねたところ「触っても良いです。でも、盗まれたらどうしますか？管理してる私が怒られるんですよ」と返されて「来場者のためじゃなくて管理者のために建築される。これが公共建築か」とショックを受けて、なんとしてもそれを変えたいと思った。
1986年（昭和61年）、47歳の時に念願の公共建築の仕事が入った。横浜駅西口に作ったシンボルタワー兼地下街換気塔「風の塔」は、無数の穴を開けた金属板（パンチメタル）と照明多数で構成された半透明な簡素な塔であるが、夜間は風などの周囲の気象条件に合わせて表面にカラフルな光が浮かび上がるようプログラミングされており、金属板の斬新な使用方法や環境に対する相互作用性で注目を浴びた。
1990年代に入り、「せんだいメディアテーク」を代表として、次第に構造上でも実験的で、なおかつ官能的な外観・内部空間を有する作風に移りつつある。『新建築』誌上で槇文彦から「平和な時代の野武士たち」と呼ばれた世代の筆頭である。
2006年（平成18年）には王立英国建築家協会よりRIBAゴールドメダルを受賞するなど、世界でも重要な建築家の一人とみなされるようになり、2013年（平成25年）にはプリツカー賞を受賞した。また、設計する建築のための家具の設計も行う。後進の建築家を多く輩出する教育者としても高い評価を得ている。
2010年（平成22年）には愛媛県今治市大三島町に今治市伊東豊雄建築ミュージアムを開設した。
2012年（平成24年）には国立競技場「基本構想国際デザインコンクール」に参加し、最終選考11作品に残った。仕切り直しとなった2015年（平成27年）の再コンペにも参加し、今度は明治神宮外苑という立地を踏まえ神道を意識した作品で臨んだが、審査の評価点では「工期短縮」部分で27点の大差をつけられたこともあり、「総合」で8点の僅差で敗れ採用に至らなかった。しかし、敗因となった 「工期短縮」部分では、A案の36ヵ月に対し伊東らB案は34ヵ月で勝っていた。
2017年度より朝日賞選考委員を務めている。
2023年（令和5年）10月にかけて芝浦工業大学で開催した初期作の個展終了後の12月、1989年までの図面や模型など約2600点をカナダ建築センター（CCA）に寄贈する。伊東は一括での保管を希望し、それにかなったCCAを選んだ。伊東は1990年代以降の資料寄贈先もCCAとする意向であるが、日本の国立近現代建築資料館も候補となるよう努力する旨を取材に対してコメントしている。

## 略歴
- 1941年（昭和16年）：京城に生まれる
- 1943年（昭和18年）：長野県に移住
- 1965年（昭和40年）：東京大学工学部建築学科卒業
- 1965年（昭和40年） ～ 1969年（昭和44年）：菊竹清訓設計事務所勤務
- 1971年（昭和46年）：アーバンロボット設立
- 1979年（昭和54年）：アーバンロボットを伊東豊雄建築設計事務所に改称
- 2005年（平成17年）：くまもとアートポリス第3代コミッショナー
- 2013年（平成25年）： アメリカ合衆国プリツカー賞受賞
- 2017年（平成29年）：UIAゴールドメダル受賞
- 2018年（平成30年）：文化功労者[13]
- 2021年（令和3年）：旭日重光章受章[14]
- 2022年（令和4年）：日本芸術院会員

## 作品

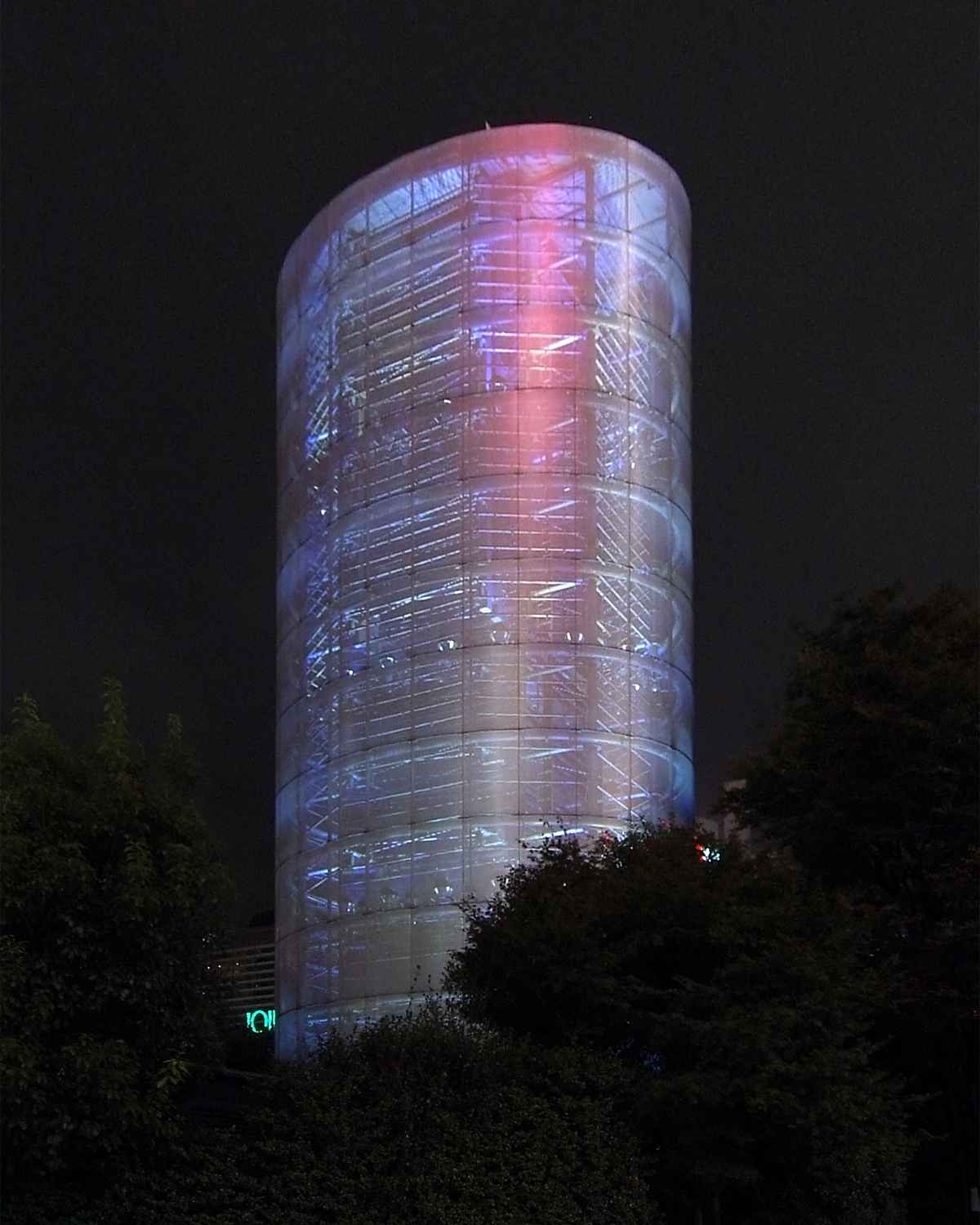
風の塔（1986年）

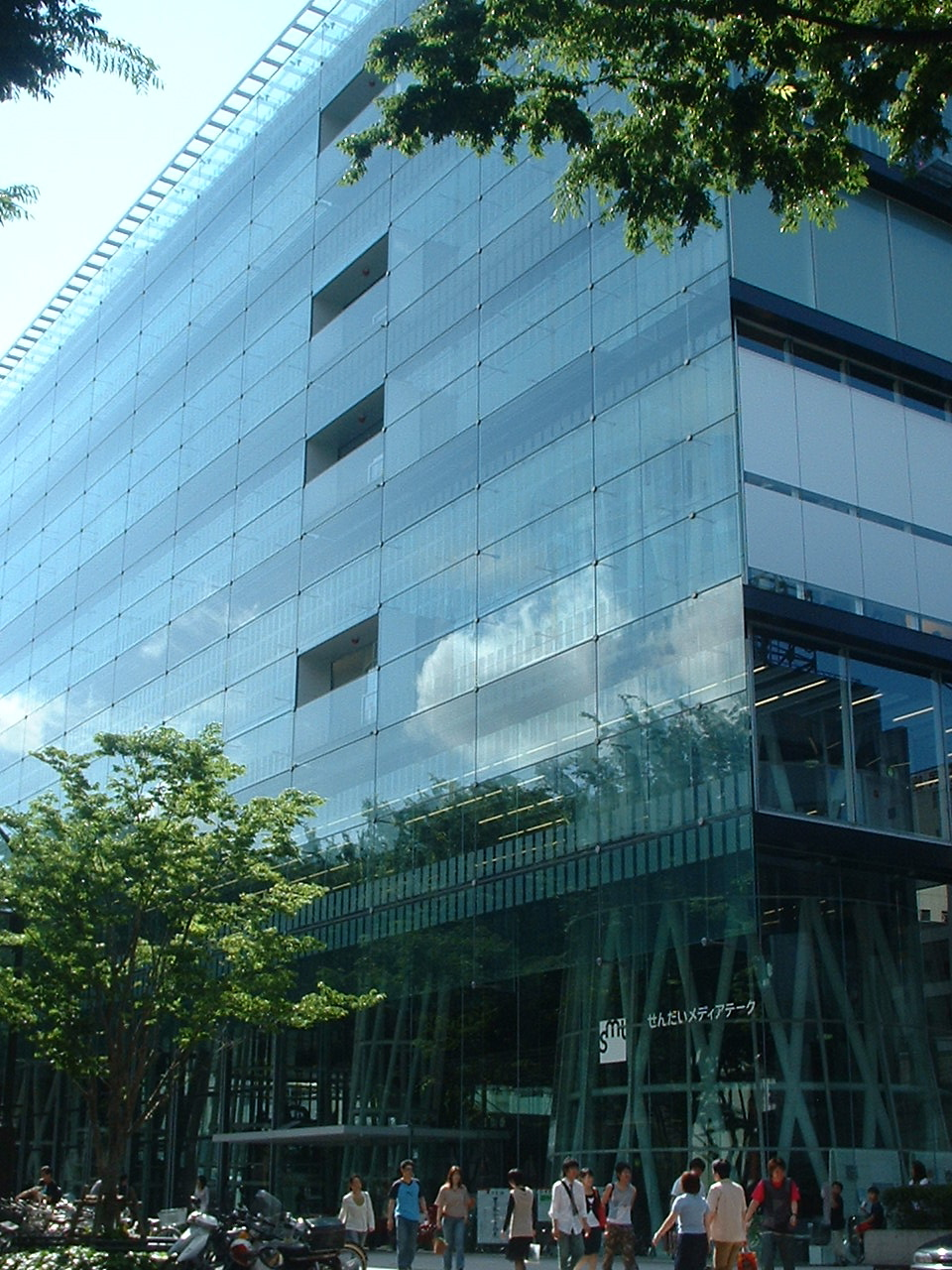
せんだいメディアテーク（2000年、宮城県仙台市）

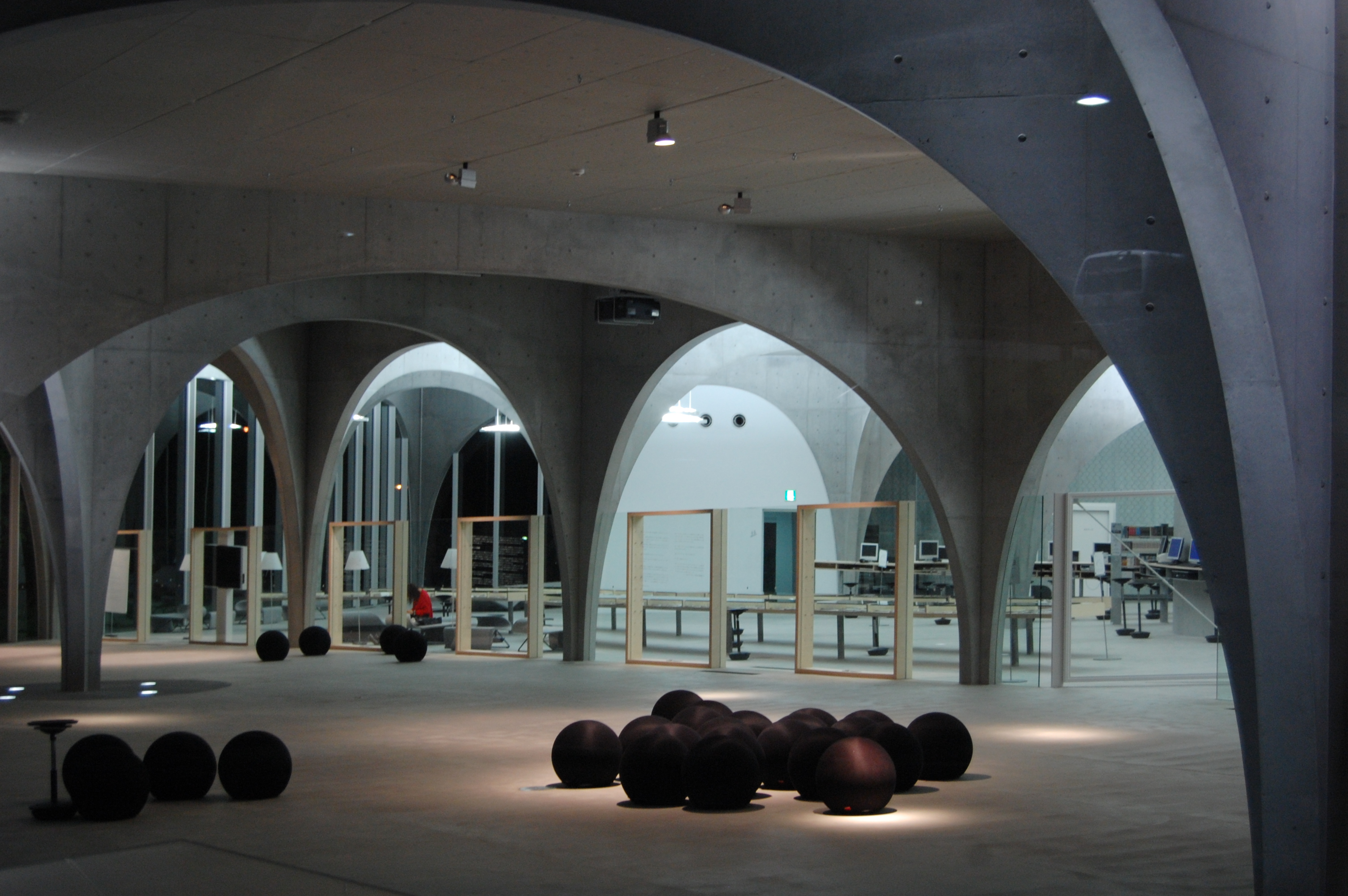
多摩美術大学図書館（2007年、東京都八王子市）

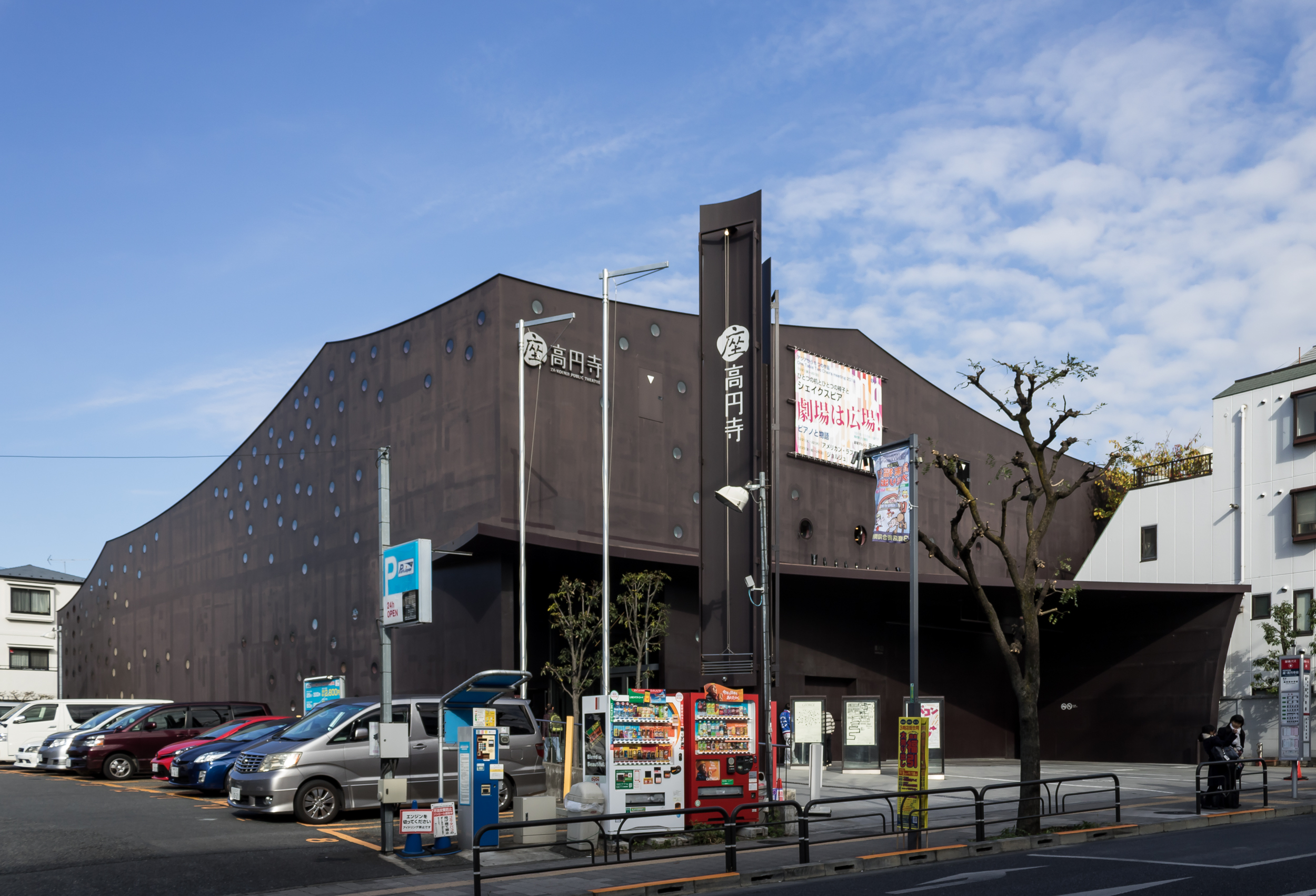
座・高円寺（2008年、東京都杉並区高円寺）

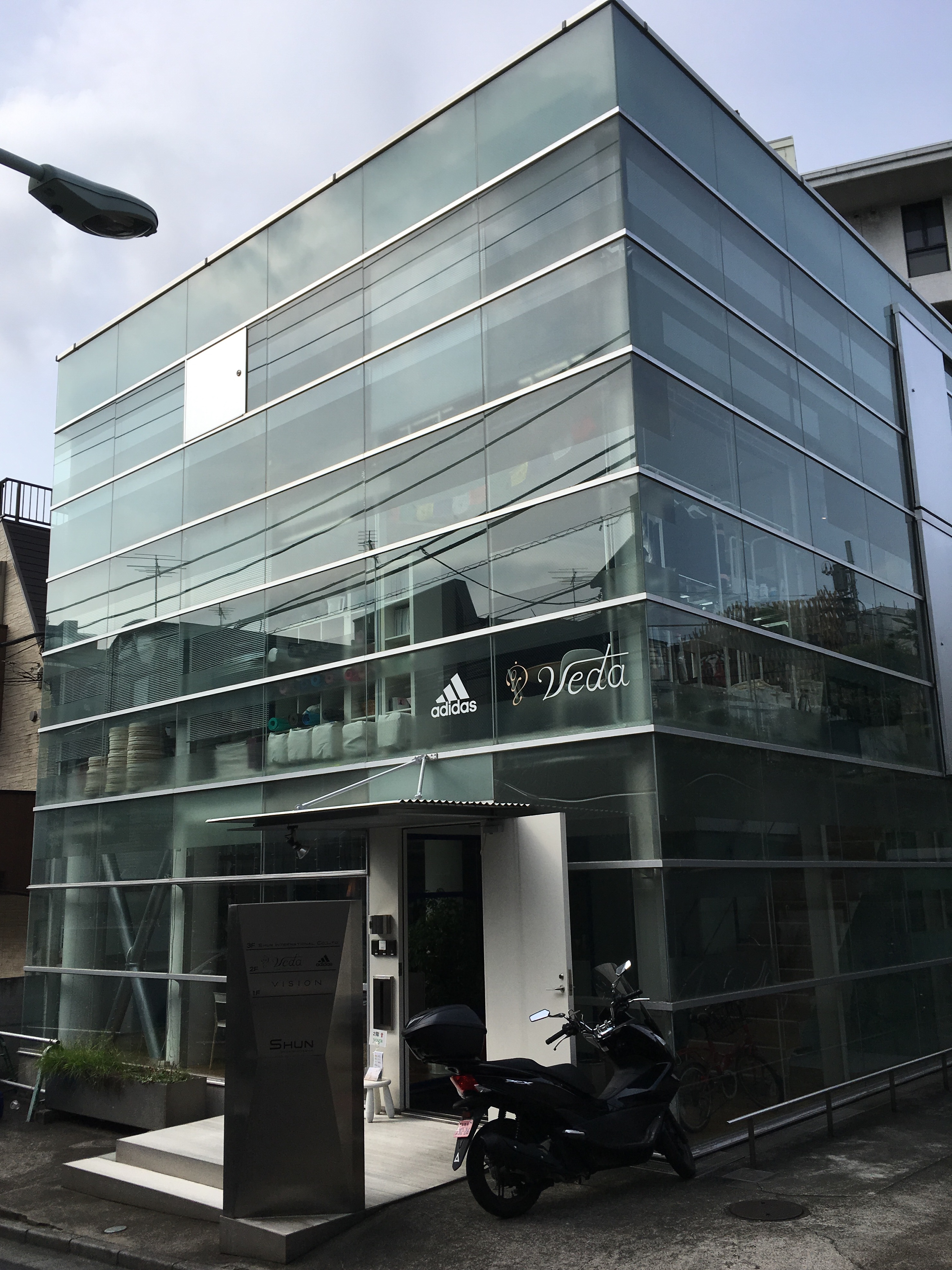
南青山Fビル（東京都港区南青山）

| 名称                                                        | 年       | 所在地               | 国           | 備考     |
| ----------------------------------------------------------- | -------- | -------------------- | ------------ | -------- |
| アルミの家                                                  | 1971     | 神奈川県藤沢市       | 日本         |          |
| 千ヶ滝の山荘                                                | 1971     | 長野県軽井沢町       | 日本         |          |
| 黒の回帰                                                    | 1975     | 東京都世田谷区       | 日本         | 現存せず |
| 中野本町の家 (White U)                                      | 1976     | 東京都中野区         | 日本         | 現存せず |
| 上和田の家                                                  | 1976     | 愛知県岡崎市         | 日本         |          |
| ホテルD                                                     | 1977     | 長野県上田市         | 日本         |          |
| PMTビル                                                     | 1978     | 愛知県名古屋市       | 日本         | 現存せず |
| PMTビル2                                                    | 1979     | 福岡市博多区         | 日本         | 現存せず |
| PMT工場                                                     | 1979     | 大阪府寝屋川市       | 日本         |          |
| 小金井の家                                                  | 1979     | 東京都小金井市       | 日本         |          |
| 中央林間の家                                                | 1979     | 神奈川県大和市       | 日本         | 現存せず |
| 日本航空チケットカウンター                                  | 1979     |                      | 米・仏他     | - 1991   |
| 笠間の家                                                    | 1981     | 茨城県笠間市         | 日本         |          |
| 梅が丘の家                                                  | 1982     | 東京都世田谷区       | 日本         |          |
| 中井の家                                                    | 1983     | 東京都新宿区         | 日本         |          |
| 花小金井の家                                                | 1983     | 東京都小平市         | 日本         |          |
| 田園調布の家                                                | 1983     | 東京都大田区         | 日本         |          |
| シルバーハット                                              | 1984     | 愛媛県今治市         | 日本         | 移築     |
| 東京遊牧少女の包                                            | 1984     | 東京都               | 日本         | 現存せず |
| 馬込沢の家                                                  | 1986     | 千葉県船橋市         | 日本         |          |
| 風の塔                                                      | 1986     | 神奈川県横浜市       | 日本         |          |
| レストランバー・ノマド                                      | 1986     | 東京都港区           | 日本         | 現存せず |
| ホンダクリオ世田谷ショールーム                              | 1986     | 東京都世田谷区       | 日本         |          |
| 神田Mビル                                                   | 1987     | 東京都千代田区       | 日本         |          |
| 高樹町の家                                                  | 1988     | 東京都港区           | 日本         |          |
| 奈良シルクロード博・浮雲エリア                              | 1988     | 奈良県奈良市         | 日本         | 現存せず |
| サッポロビール北海道工場ゲストハウス                        | 1989     | 北海道恵庭市         | 日本         |          |
| レストラン・パスティーナ                                    | 1989     | 東京都世田谷区       | 日本         |          |
| 名古屋世界デザイン博・メイテック・中日新聞・CBCパヴィリオン | 1989     | 愛知県名古屋市       | 日本         | 現存せず |
| 浅草橋Iビル                                                 | 1989     | 東京都台東区         | 日本         |          |
| 横浜博覧会・海のゲート周辺施設                              | 1989     | 神奈川県横浜市       | 日本         | 現存せず |
| アントウェルペン市再開発計画                                | 1990     | アントウェルペン     | ベルギー     |          |
| 中目黒Tビル                                                 | 1990     | 東京都目黒区         | 日本         |          |
| 八代市立博物館・未来の森ミュージアム                        | 1991     | 熊本県八代市         | 日本         |          |
| 八代ギャラリー8                                             | 1991     | 熊本県八代市         | 日本         |          |
| 湯河原ギャラリーU                                           | 1991     | 神奈川県湯河原町     | 日本         |          |
| 風の卵 大川端リバーシティ21タウンゲートB                    | 1991     | 東京都中央区         | 日本         |          |
| 南青山Fビル                                                 | 1991     | 東京都港区           | 日本         |          |
| 上海市再開発計画                                            | 1992     |                      | 中国         |          |
| ホテルP                                                     | 1992     | 北海道清里町         | 日本         |          |
| ヒューマックスパビリオン永山                                | 1992     | 東京都多摩市         | 日本         |          |
| 松山ITM本社ビル                                             | 1993     | 愛媛県松山市         | 日本         |          |
| 下諏訪町立諏訪湖博物館・赤彦記念館                          | 1993     | 長野県下諏訪町       | 日本         |          |
| 養護老人ホーム八代市立保寿寮                                | 1994     | 熊本県八代市         | 日本         |          |
| つくば南駐車場                                              | 1994     | 茨城県つくば市       | 日本         |          |
| 八代広域消防本部庁舎                                        | 1995     | 熊本県八代市         | 日本         |          |
| 蓼科S邸                                                     | 1995     | 長野県茅野市         | 日本         |          |
| 長岡リリックホール                                          | 1996     | 新潟県長岡市         | 日本         |          |
| 小国S邸                                                     | 1996     | 熊本県小国町         | 日本         |          |
| 横浜市立東永谷地区センター ・地域ケアプラザ                 | 1997     | 神奈川県横浜市       | 日本         |          |
| 大館樹海ドーム                                              | 1997     | 秋田県大館市         | 日本         |          |
| 東京大学物性研究所                                          | 1997     | 千葉県柏市           | 日本         |          |
| 大田区休養村とうぶ                                          | 1998     | 長野県東御市         | 日本         |          |
| 旧野津原町役場                                              | 1998     | 大分県大分市         | 日本         |          |
| 祐天寺T邸                                                   | 1999     | 東京都目黒区         | 日本         |          |
| 大社文化プレイス                                            | 1999     | 島根県出雲市         | 日本         |          |
| 桜上水K邸                                                   | 2000     | 東京都世田谷区       | 日本         |          |
| ハノーバー万博テーマパーク ヘルスフューチュア館             | 2000     | ハノーファー         | ドイツ       |          |
| せんだいメディアテーク                                      | 2000     | 宮城県仙台市         | 日本         |          |
| 大分アグリカルチャーパーク                                  | 2001     | 大分県杵築市         | 日本         |          |
| ブルージュパビリオン                                        | 2002     | ブルージュ           | ベルギー     |          |
| 稲城W邸                                                     | 2002     | 東京都稲城市         | 日本         |          |
| サーペンタイン・ギャラリー・パビリオン                      | 2002     | グリモー             | フランス     | 移築     |
| 東雲キャナルコートCODAN2街区                                | 2003     | 東京都江東区         | 日本         |          |
| みなとみらい線元町・中華街駅                                | 2003     | 神奈川県横浜市       | 日本         |          |
| まつもと市民芸術館                                          | 2004     | 長野県松本市         | 日本         |          |
| アルミコテージ                                              | 2004     | 山梨県南部町         | 日本         |          |
| トッズ表参道ビル                                            | 2004     | 東京都渋谷区         | 日本         |          |
| アイランドシティ中央公園 中核施設ぐりんぐりん               | 2005     | 福岡市東区           | 日本         |          |
| フローニンゲン・アルミニウム・ハウジング                    | 2005     | フロニンゲン         | オランダ     |          |
| オフィス・マーラ−4・ブロック5                               | 2005     | アムステルダム       | オランダ     |          |
| 「フィガロの結婚」舞台装置                                  | 2005     | 長野県松本市         | 日本         |          |
| SUS福島工場社員寮                                           | 2005     | 福島県須賀川市       | 日本         |          |
| ミキモト銀座2                                               | 2005     | 東京都中央区         | 日本         |          |
| コニャック・ジェイ病院                                      | 2006     | パリ                 | フランス     |          |
| Vivo City                                                   | 2006     | ハーバーフロント     | シンガポール |          |
| 瞑想の森 市営斎場                                           | 2006     | 岐阜県各務原市       | 日本         |          |
| 多摩美術大学図書館                                          | 2007     | 東京都八王子市       | 日本         |          |
| バルセロナ見本市会場 モンジュイック2                        | 2007     | バルセロナ           | スペイン     |          |
| SUMIKA パビリオン                                           | 2008     | 栃木県宇都宮市       | 日本         |          |
| 座・高円寺                                                  | 2008     | 東京都杉並区         | 日本         |          |
| ペスカラの大きなワイングラス                                | ペスカラ | イタリア             |              |          |
| 2009ワールドゲームズスタジアム                              | 2009     | 高雄                 | 台湾         |          |
| スイーツアベニュー アパートメント                           | 2009     | バルセロナ           | スペイン     |          |
| White O                                                     | 2009     | マルベリャ           | チリ         |          |
| トーレス・ポルタ・フィラ                                    | 2010     | バルセロナ           | スペイン     |          |
| ベルビュー・レジデンシズ                                    | 2010     | オクスリー・ウォーク | シンガポール |          |
| 台北世界貿易センター広場                                    | 2011     | 台北                 | 台湾         |          |
| 今治市伊東豊雄建築ミュージアム                              | 2011     | 愛媛県今治市         | 日本         |          |
| 今治市岩田健母と子のミュージアム                            | 2011     | 愛媛県今治市         | 日本         |          |
| 東京ガス 千住見学サイト Ei-WALK CONCEPT ROOM                | 2011     | 東京都荒川区         | 日本         |          |
| みんなの家                                                  | 2011     | 宮城県仙台市         | 日本         |          |
| 東京マザーズクリニック                                      | 2011     | 東京都世田谷区       | 日本         |          |
| ヤオコー川越美術館                                          | 2012     | 埼玉県川越市         | 日本         |          |
| 伊東建築塾 恵比寿スタジオ                                   | 2013     | 東京都渋谷区         | 日本         |          |
| 台湾大学社会科学部棟                                        | 2014     | 台北                 | 台湾         |          |
| 松山 台北文創ビル                                           | 2014     | 台北                 | 台湾         |          |
| CapitaGreen                                                 | 2014     | シンガポール         | シンガポール |          |
| 山梨学院大学国際リベラルアーツ学部棟                        | 2015     | 山梨県甲府市         | 日本         |          |
| みんなの森 ぎふメディアコスモス                             | 2015     | 岐阜県岐阜市         | 日本         |          |
| バロック・インターナショナル・ミュージ アム・プエブラ       | 2016     | プエブラ             | メキシコ     |          |
| 台中国家歌劇院                                              | 2016     | 台中                 | 台湾         |          |
| 宮城学院女子大学附属認定こども園 「森のこども園」           | 2016     | 宮城県仙台市         | 日本         |          |
| 川口市めぐりの森・赤山歴史自然公園                          | 2018     | 埼玉県川口市         | 日本         |          |
| 信毎メディアガーデン                                        | 2018     | 長野県松本市         | 日本         |          |
| ヤオコー サポートセンター                                   | 2018     | 埼玉県川越市         | 日本         |          |
| 新青森県総合運動公園陸上競技場                              | 2019     | 青森県青森市         | 日本         |          |
| イケウチゲート                                              | 2022     | 北海道札幌市         | 日本         |          |
| 水戸市民会館                                                | 2022     | 茨城県水戸市         | 日本         |          |
| おにクル                                                    | 2023     | 大阪府茨木市         | 日本         |          |
| EXPOホール「シャインハット」（大阪・関西万博開会式会場）    | 2025     | 大阪市此花区夢洲     | 日本         |          |

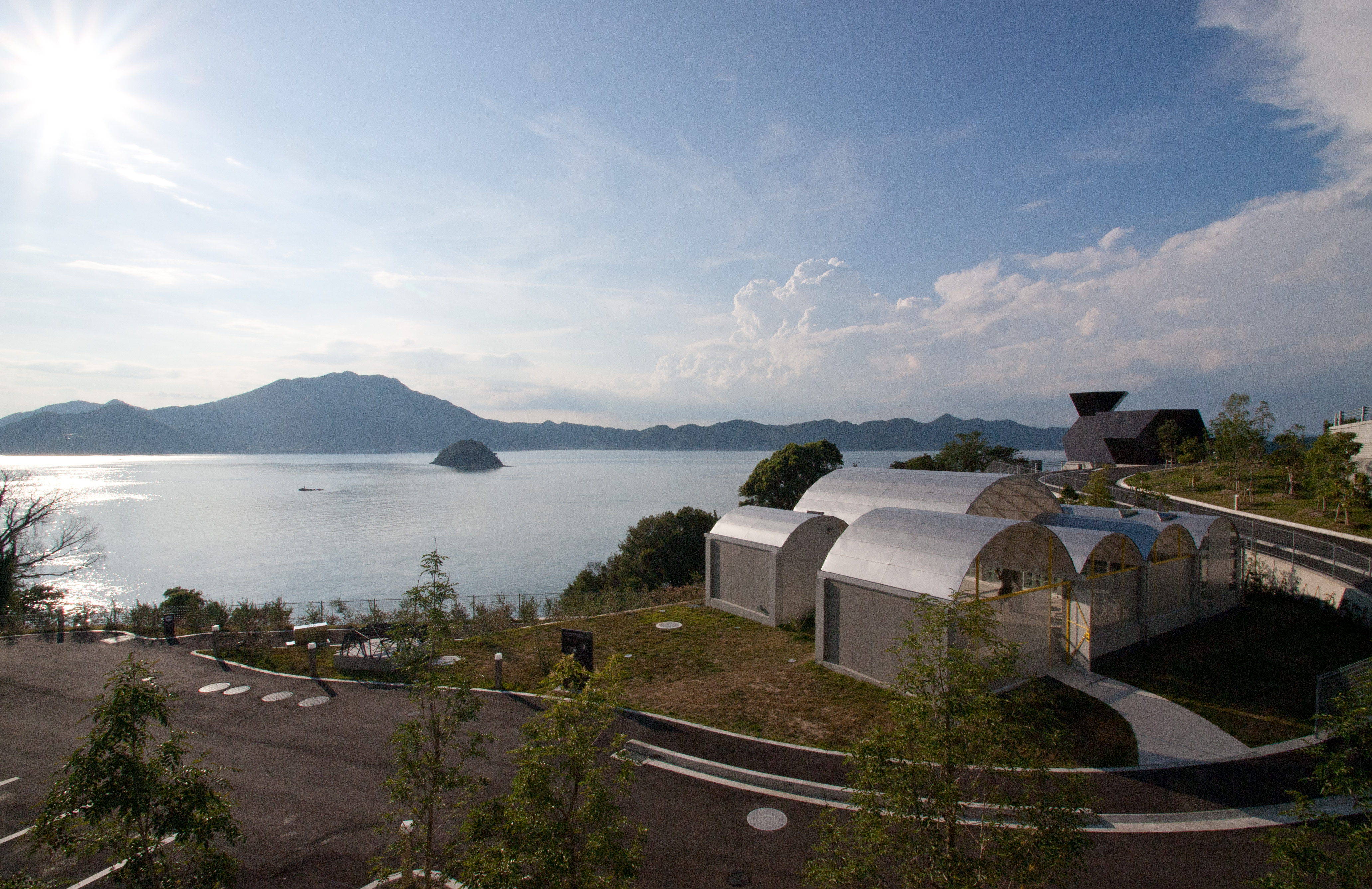
シルバーハット
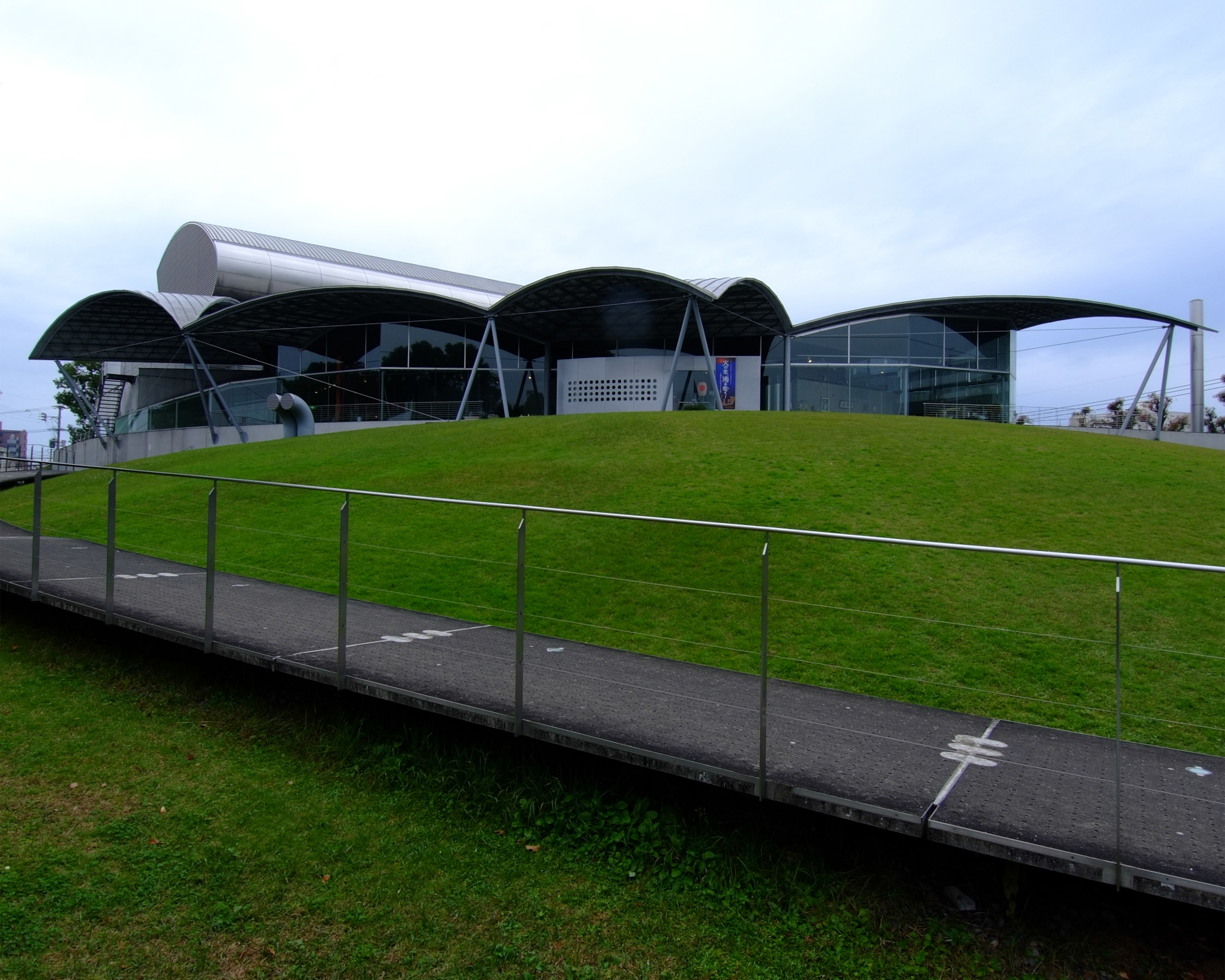
八代市立博物館・未来の森ミュージアム
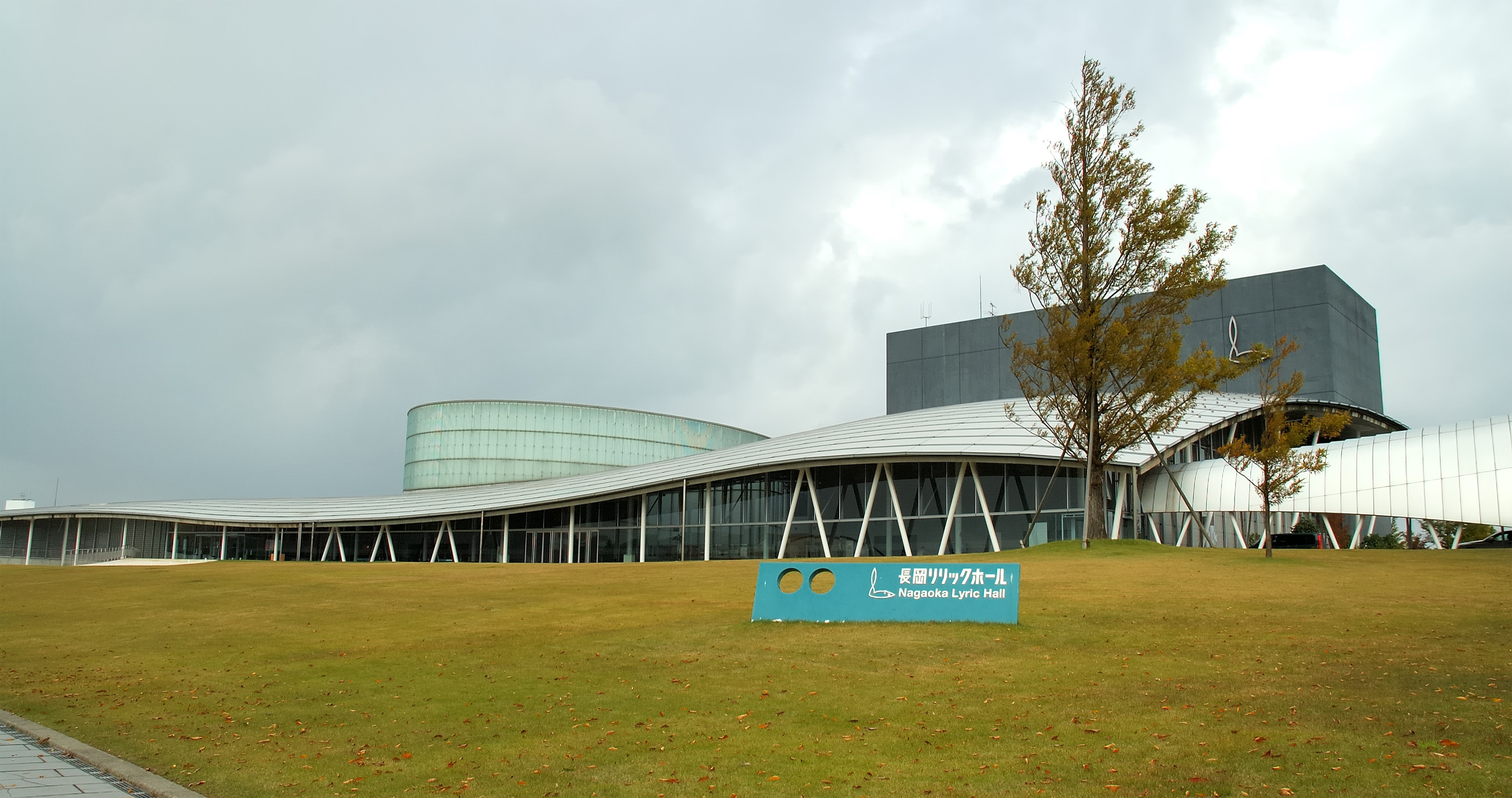
長岡リリックホール
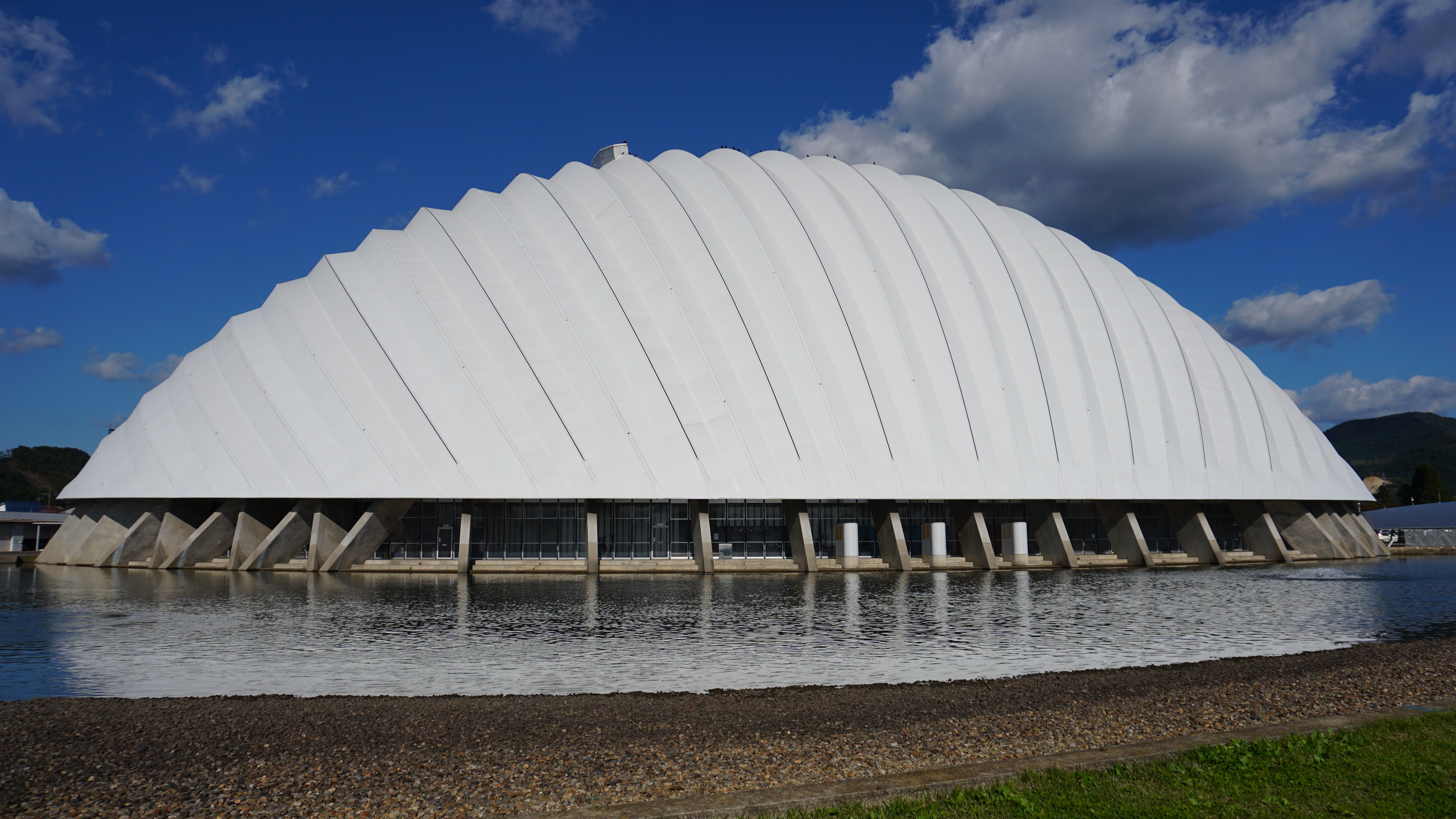
大館樹海ドーム
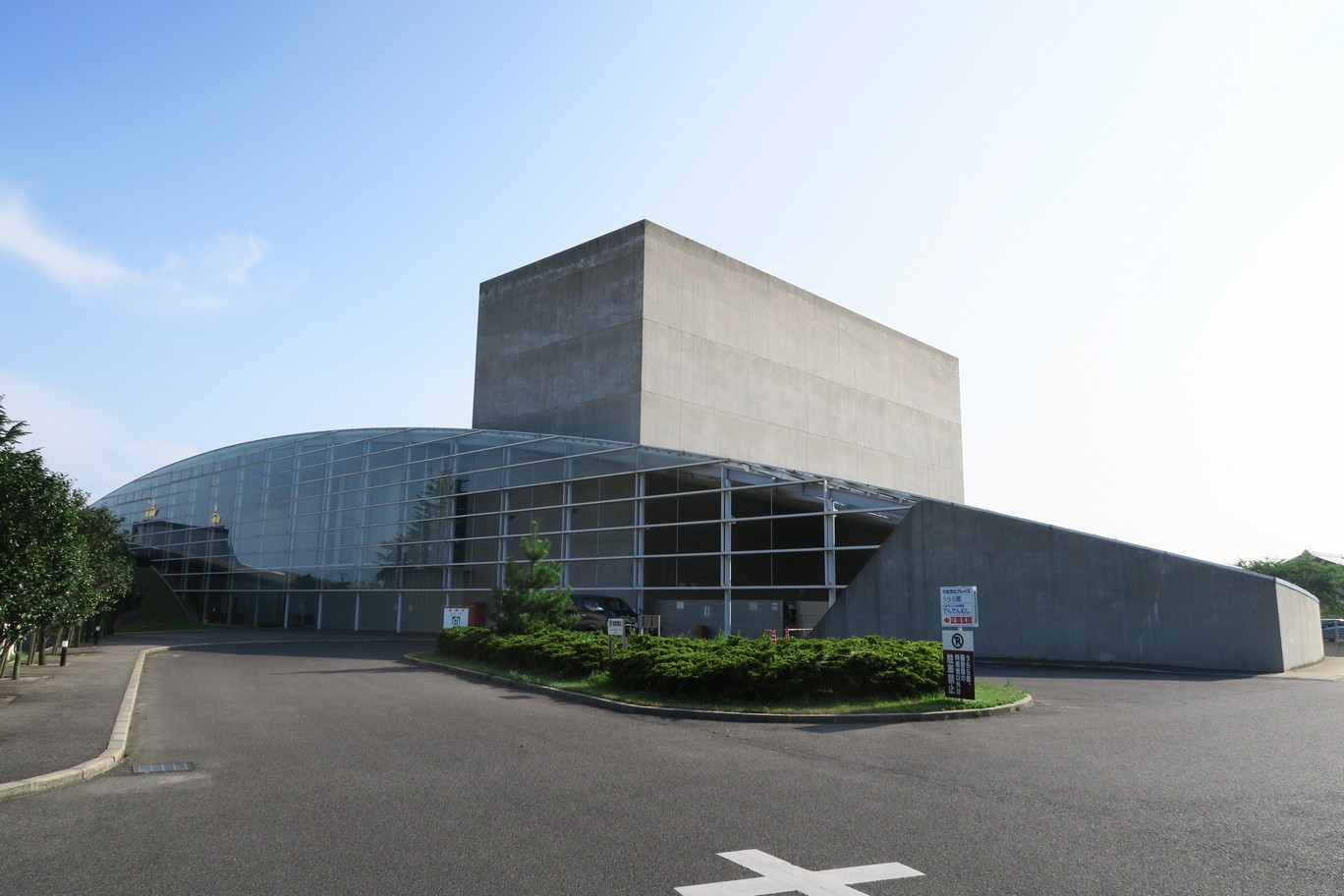
大社文化プレイス
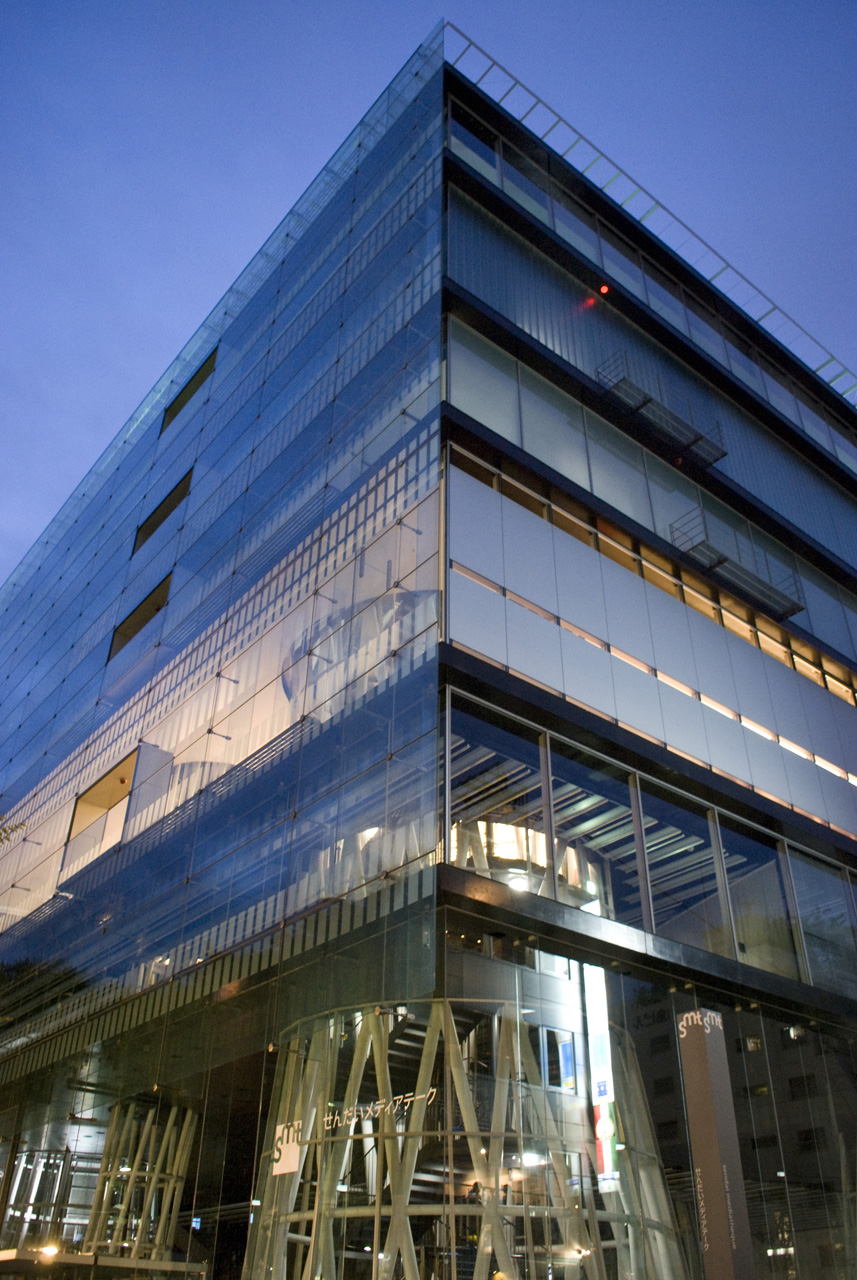
せんだいメディアテーク
サーペンタイン・ギャラリー・パビリオン
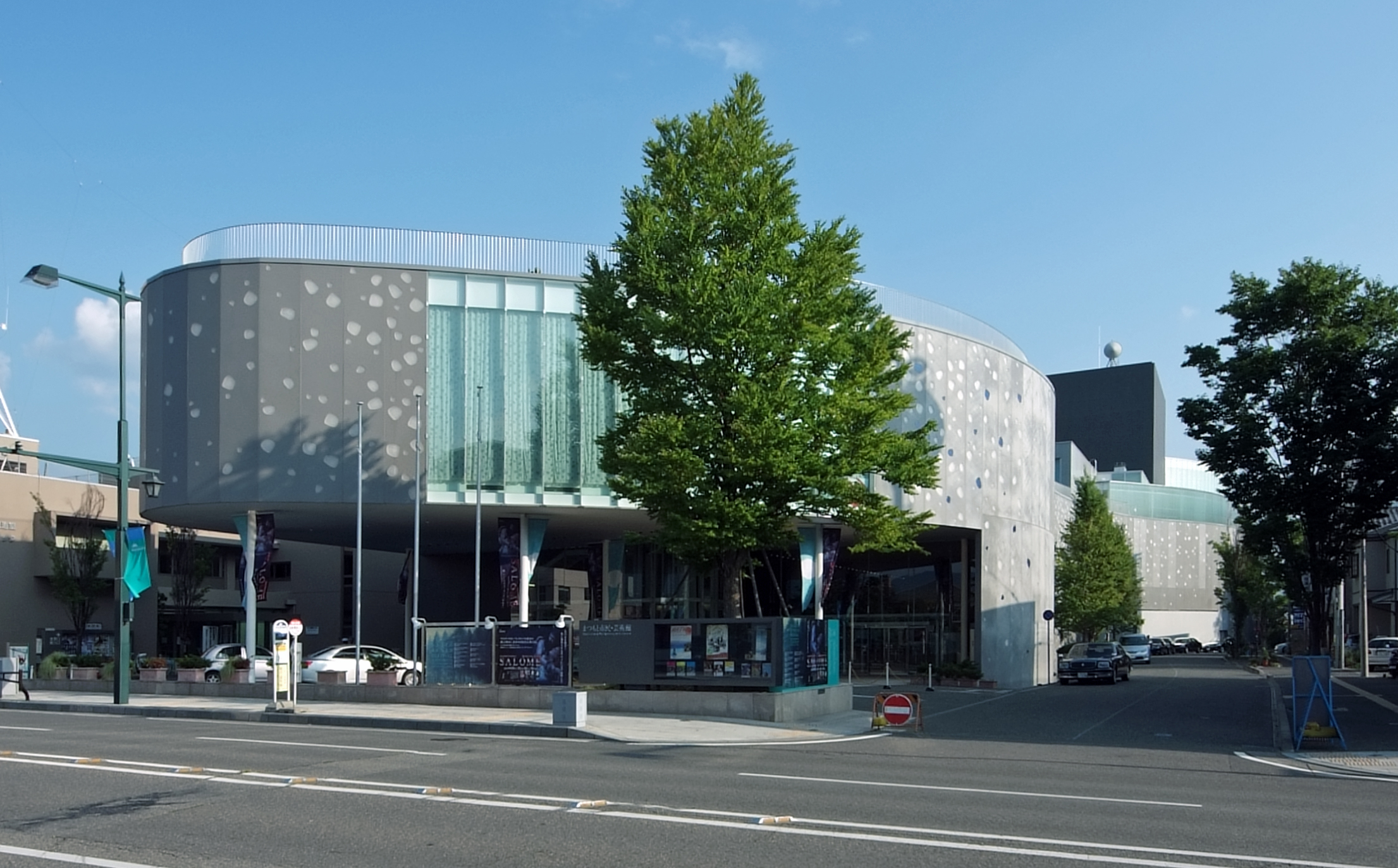
まつもと市民芸術館
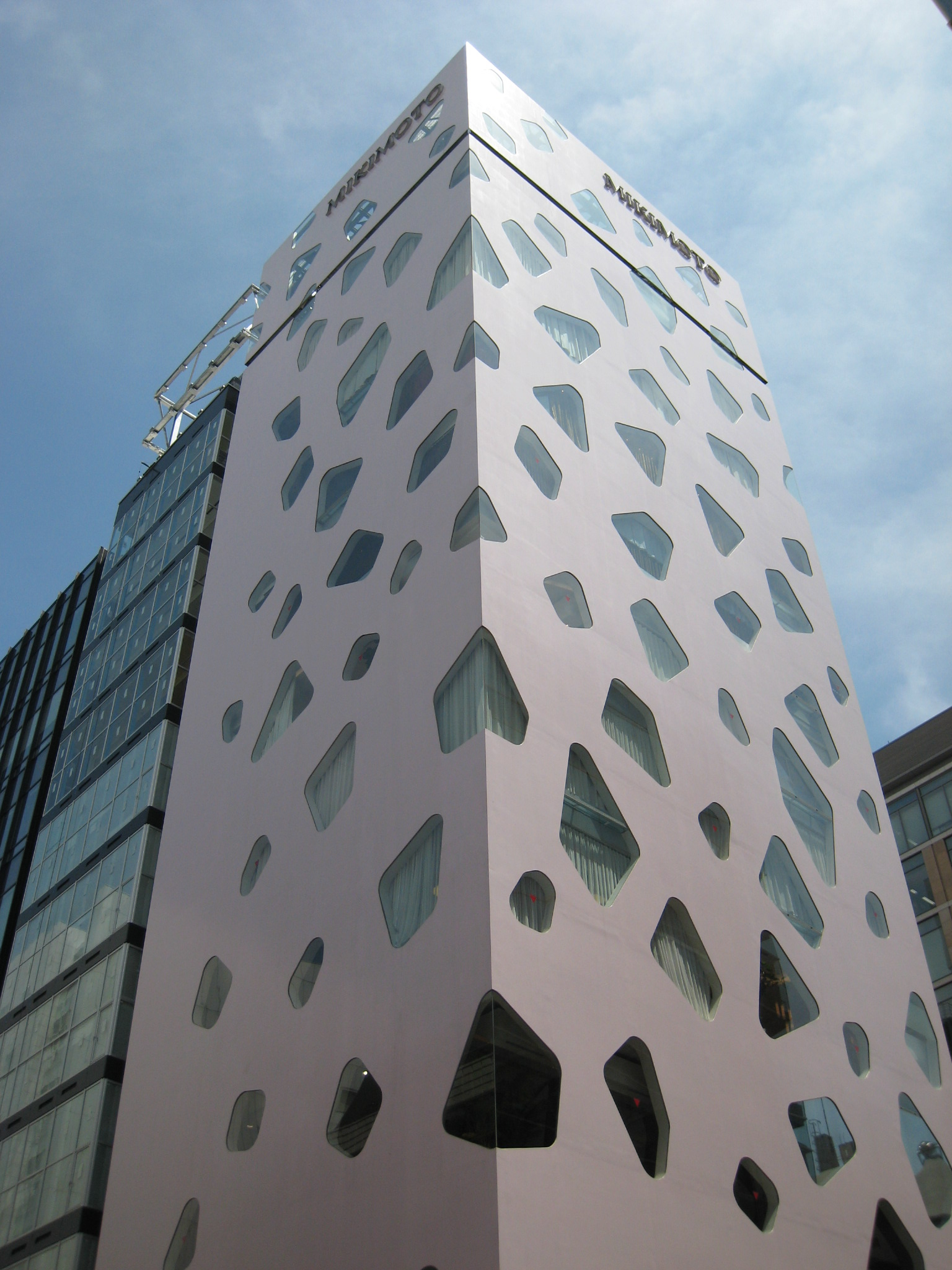
ミキモト銀座2
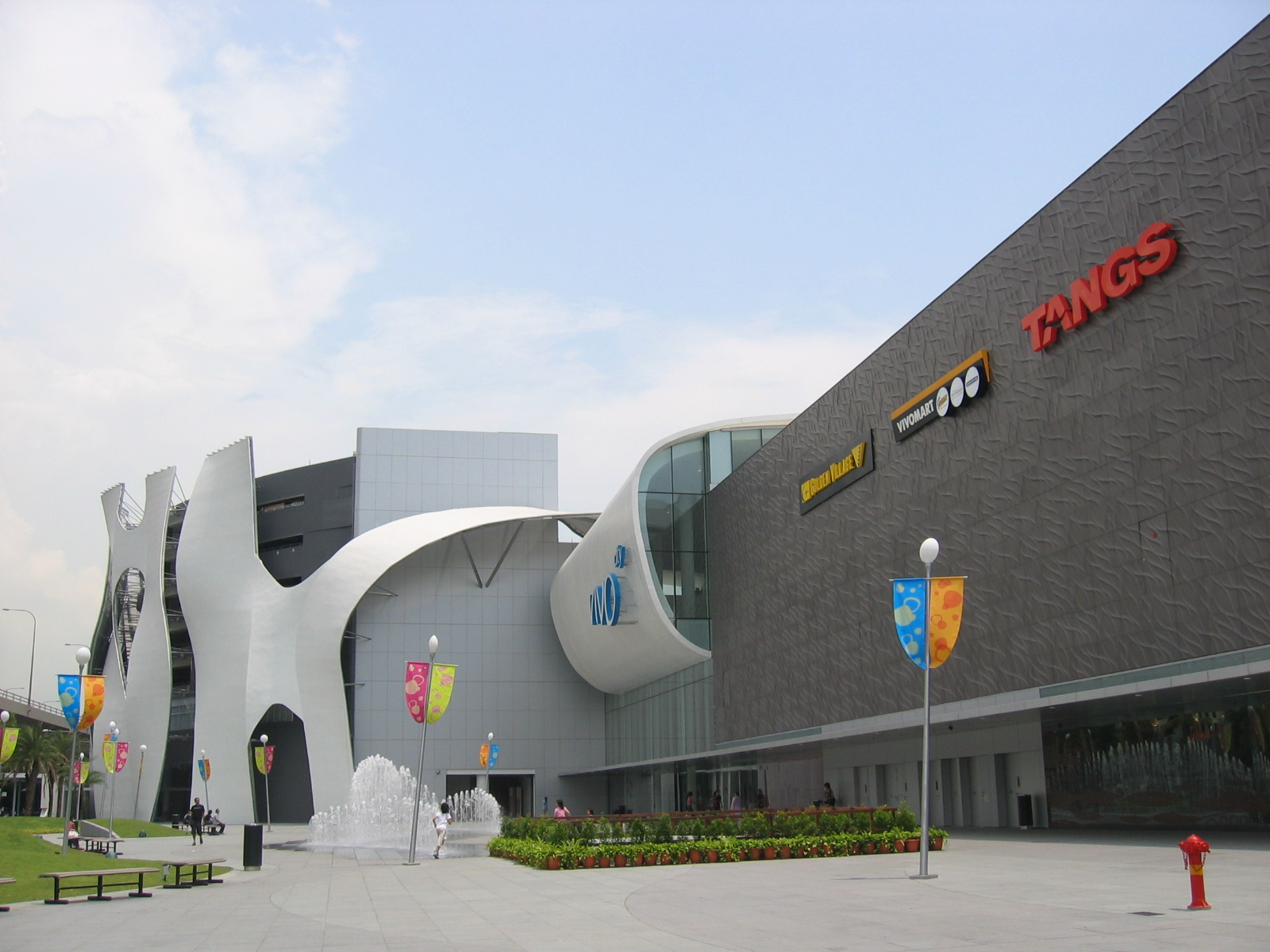
VivoCity
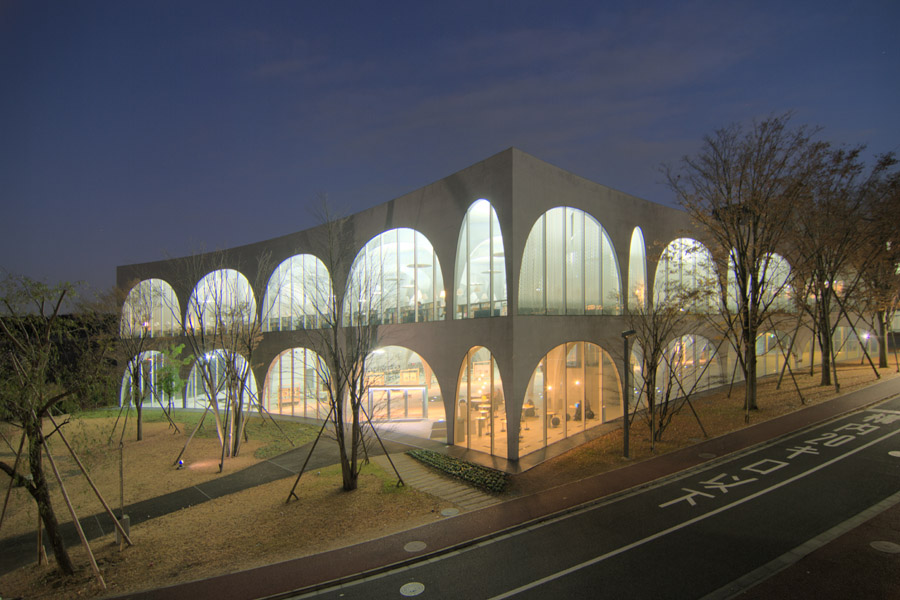
多摩美術大学図書館
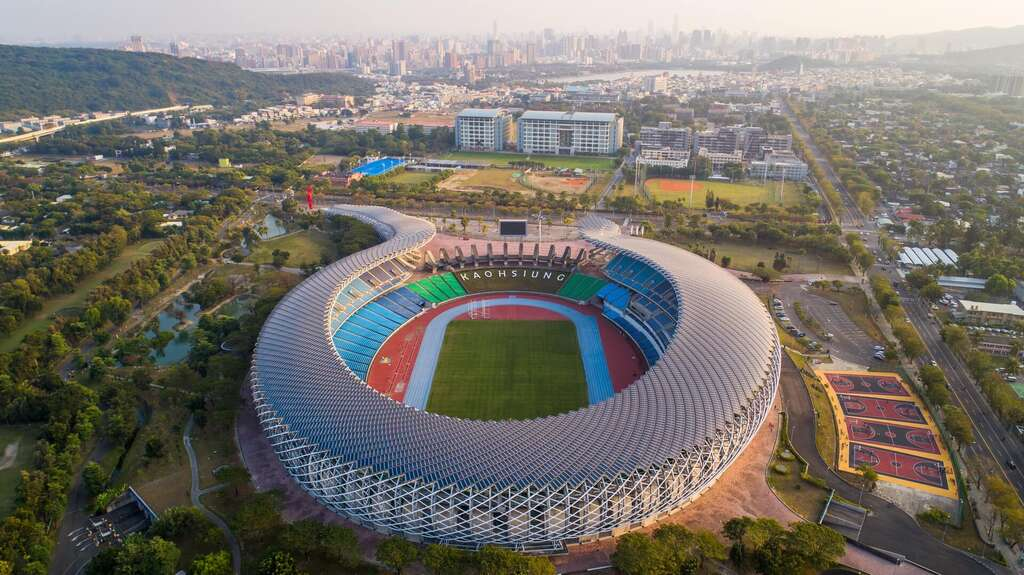
高雄ワールドゲームス2009メインスタジアム
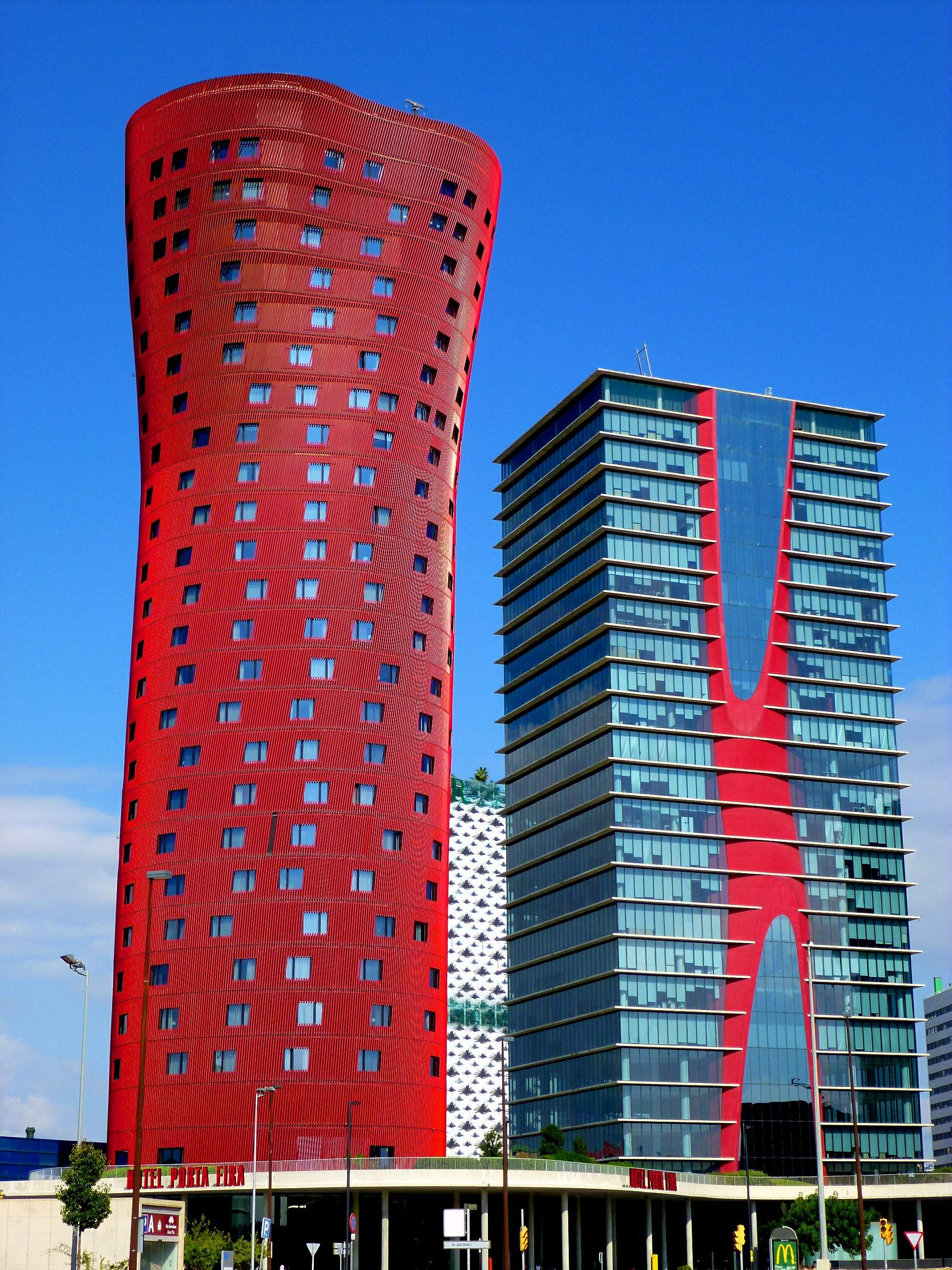
ホテル・ポルタ・フィラ（左）とトーレ・レアリアBCN（右、オフィス）のツインタワー
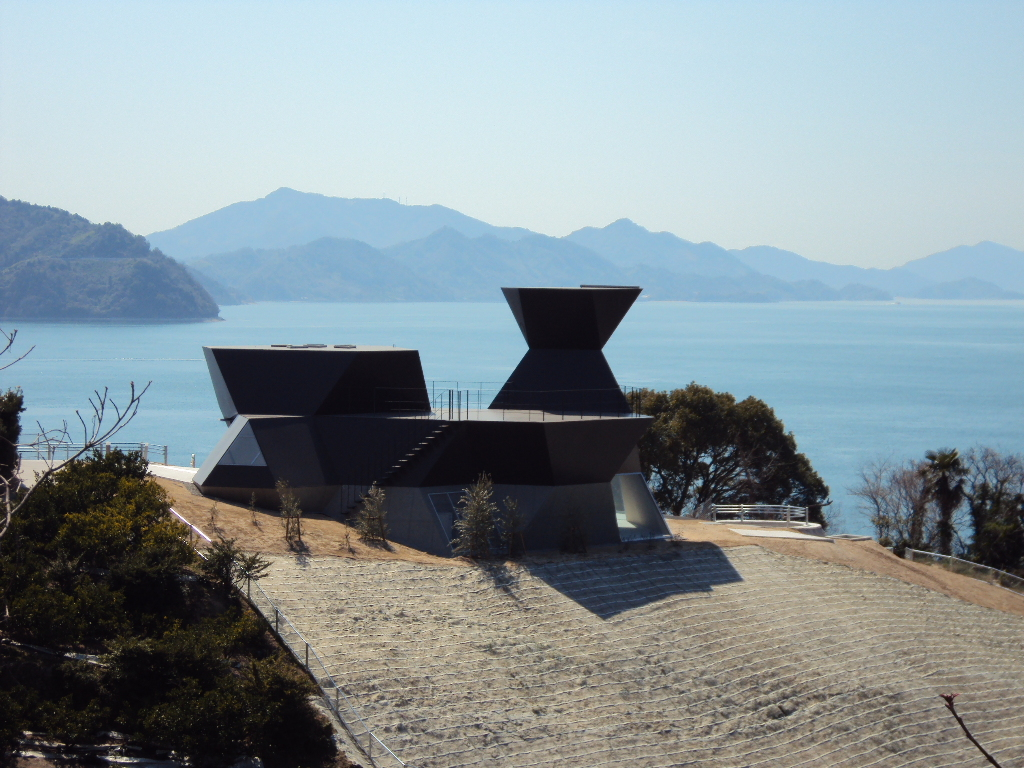
今治市伊東豊雄建築ミュージアム
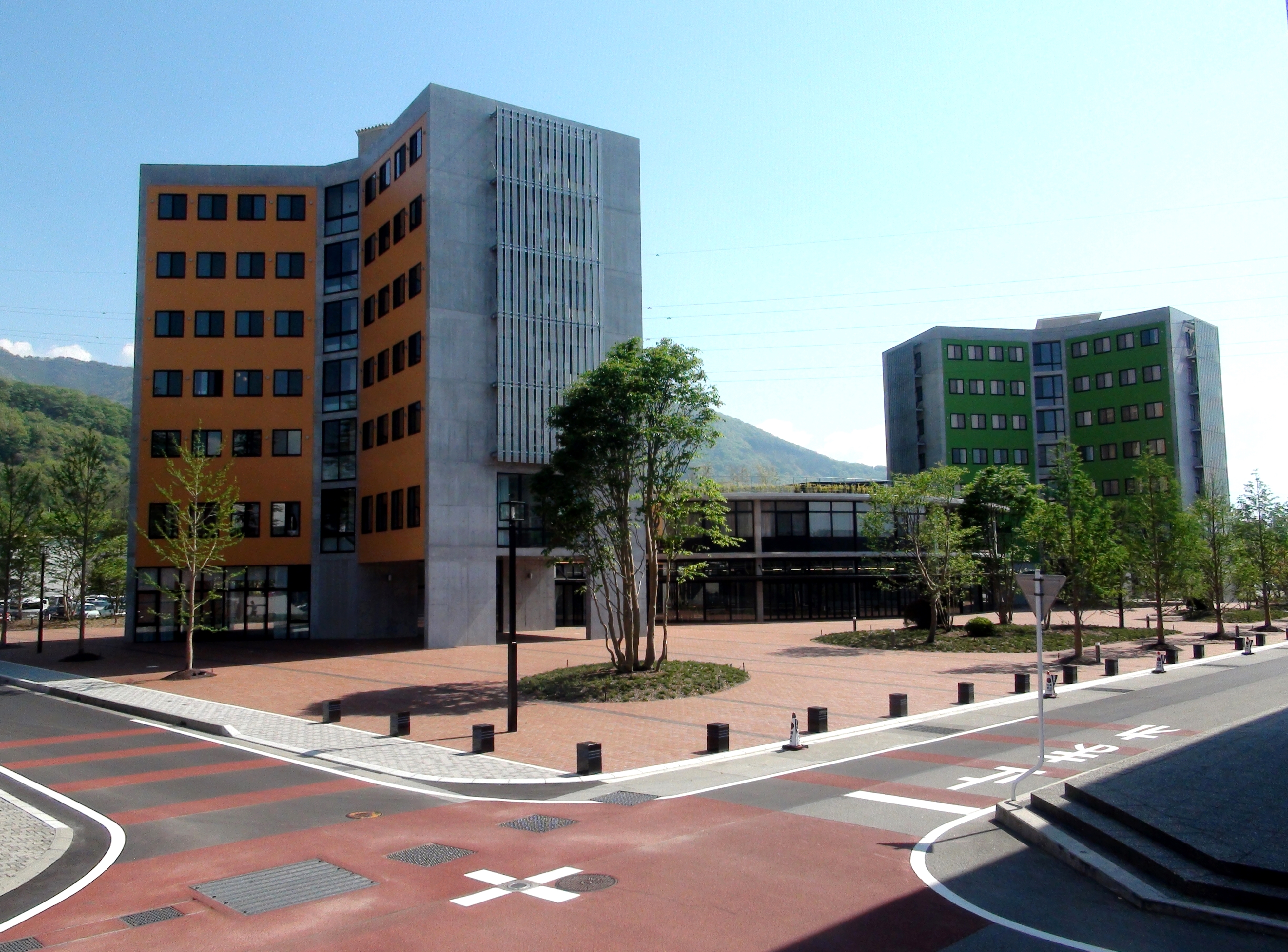
山梨学院大学国際リベラルアーツ学部棟
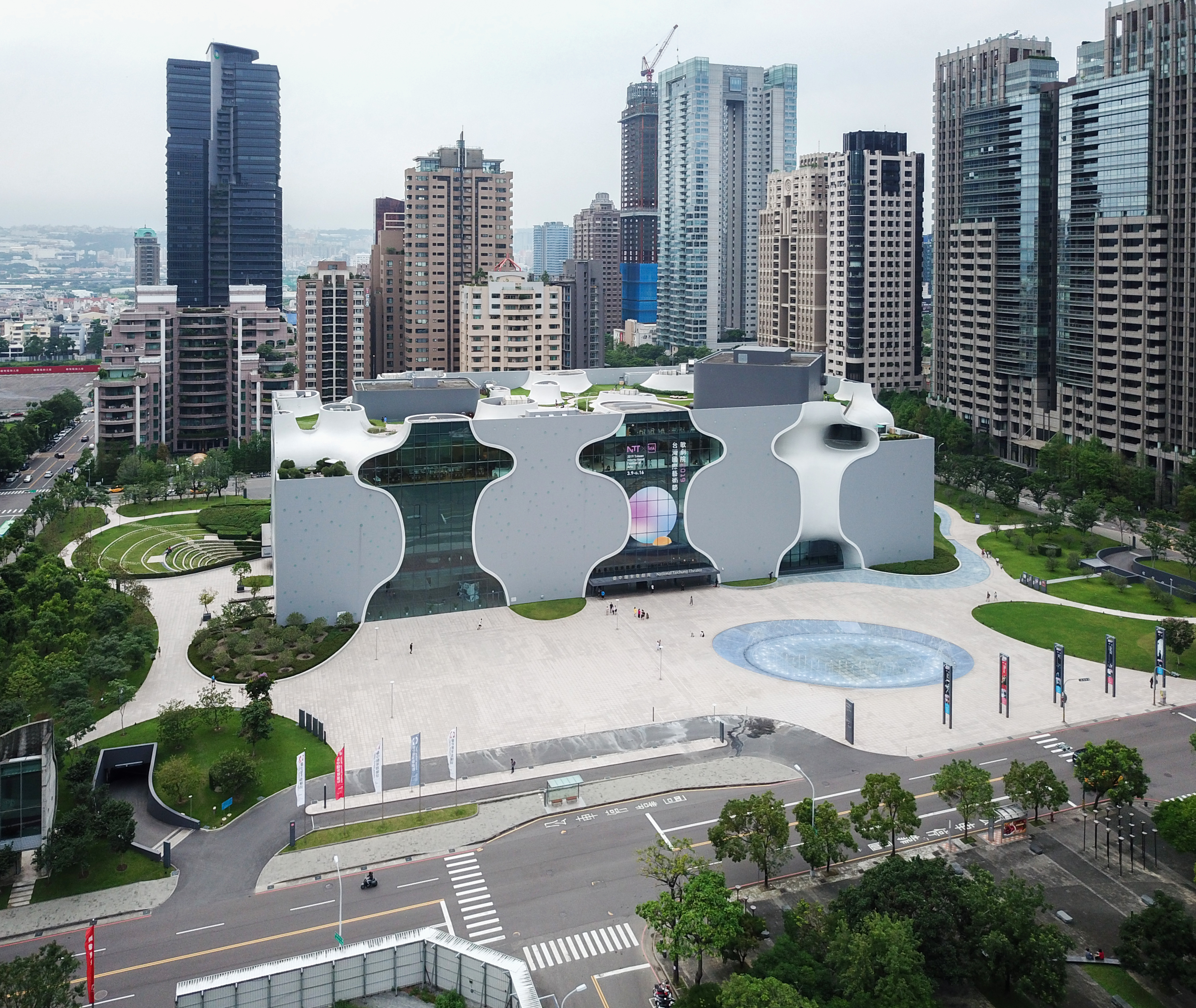
台中国家歌劇院
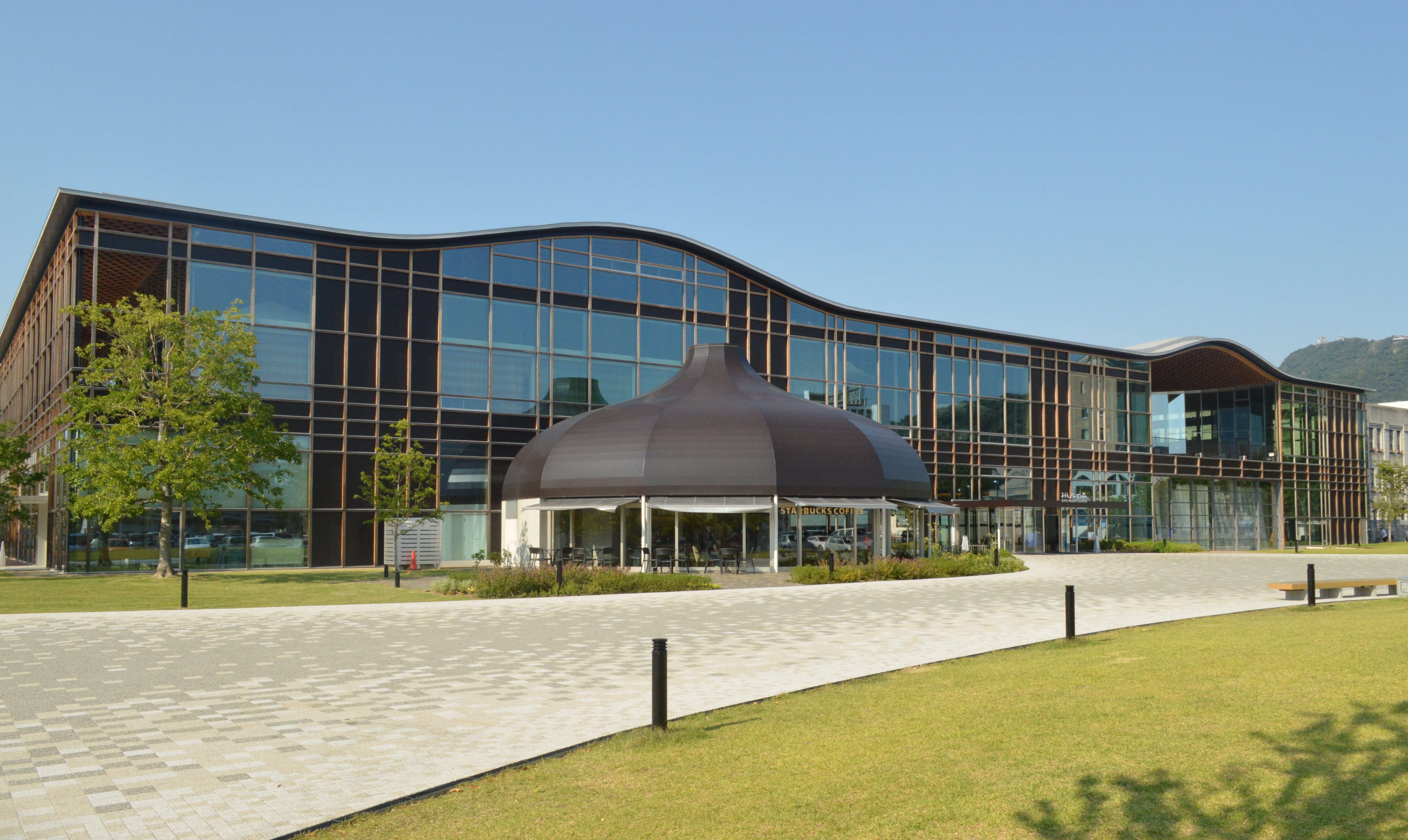
みんなの森 ぎふメディアコスモス
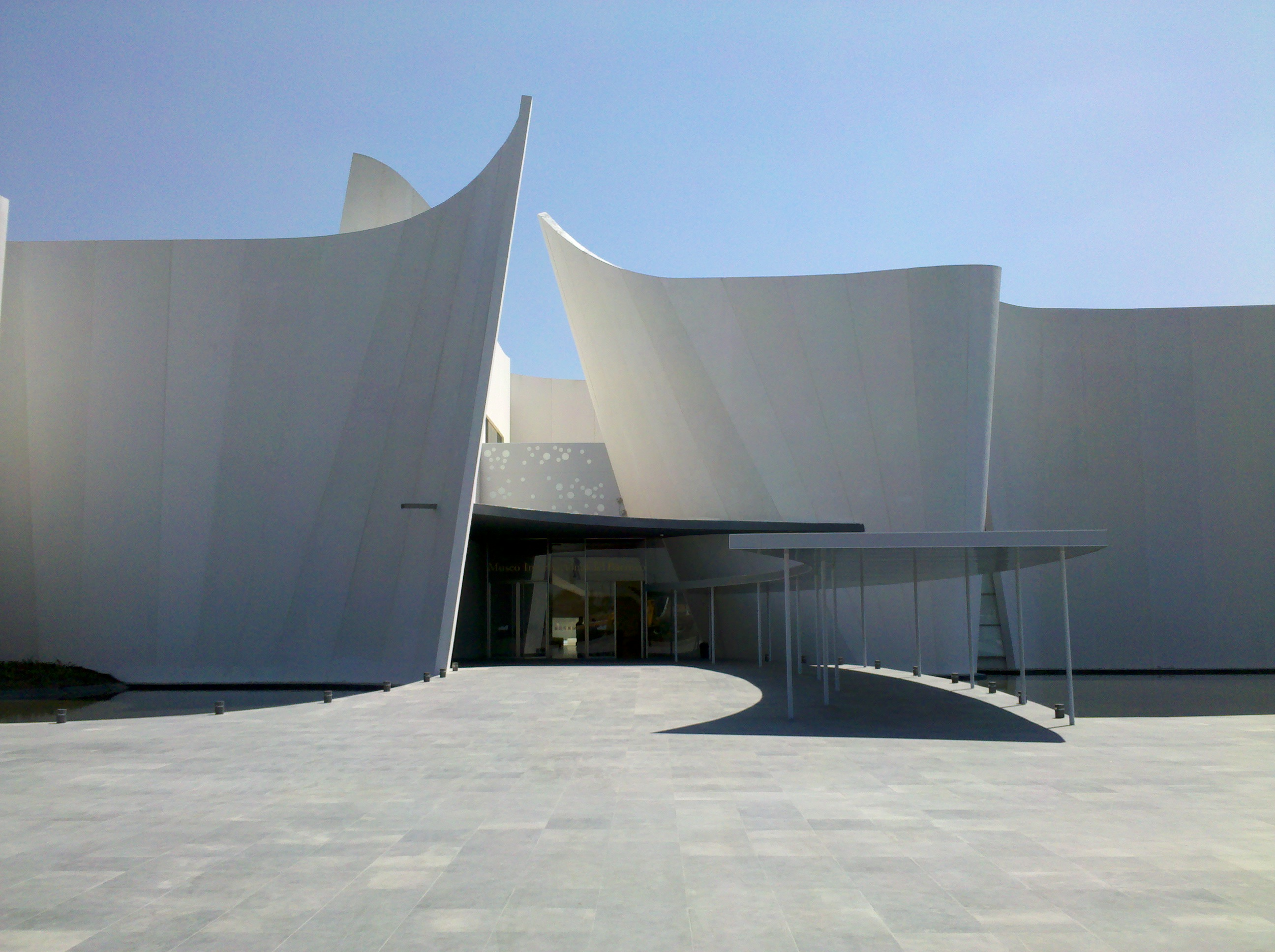
バロックミュージアム・プエブラ
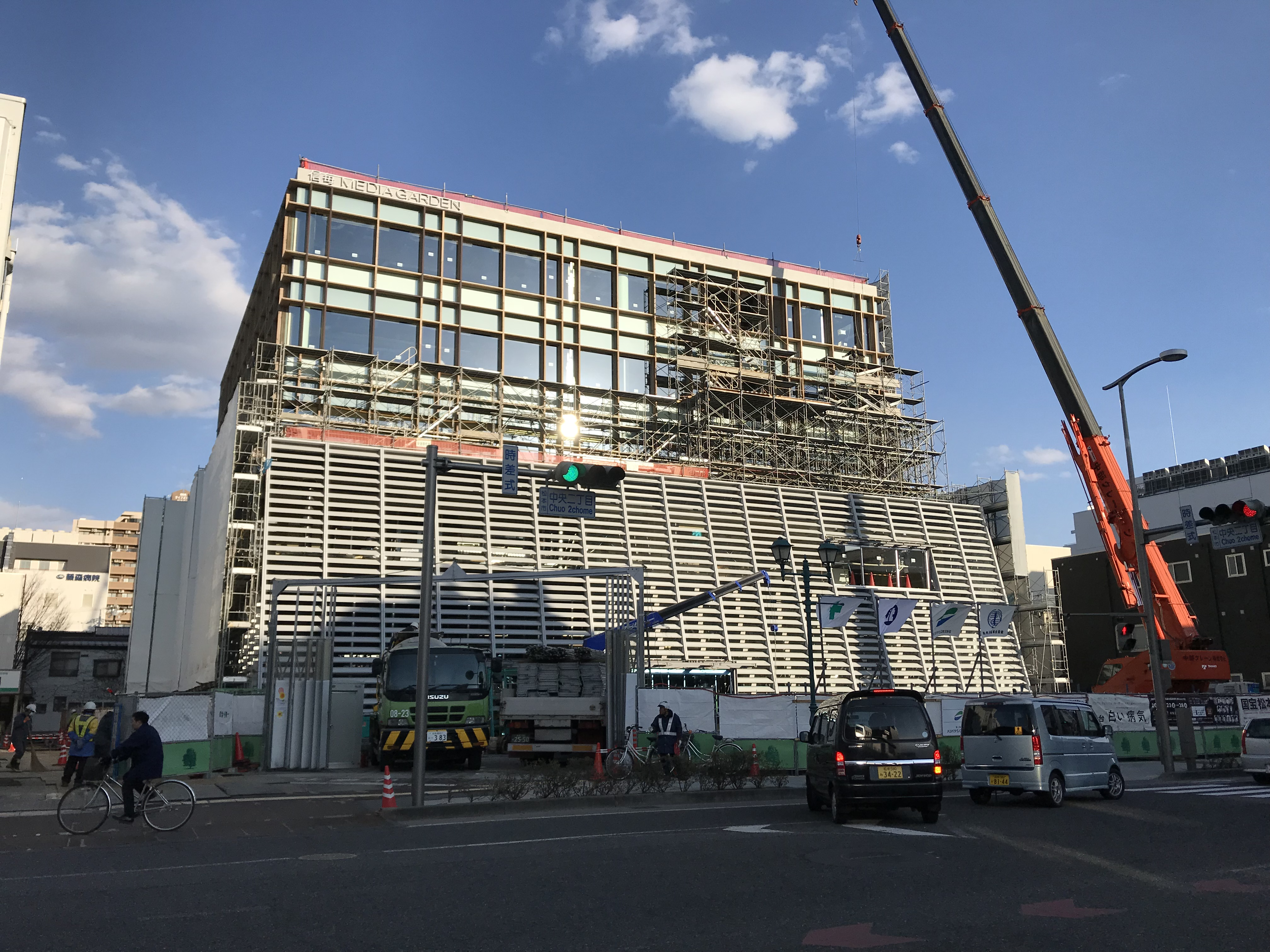
信毎メディアガーデン

## 受賞・栄典
- 1984年（昭和59年）：日本建築家協会JIA新人賞（笠間の家）
- 1986年（昭和61年）：日本建築学会賞作品賞（シルバーハット）
- 1990年（平成2年）：村野藤吾賞（サッポロビール北海道ゲストハウス）
- 1991年（平成3年）：毎日芸術賞（八代市立博物館・未来の森ミュージアム）
- 1993年（平成5年）：BCS賞（八代市立博物館・未来の森ミュージアム）
- 1994年（平成6年）：日本建築学会北海道支部北海道建築賞（ホテルP）
- 1997年（平成9年）
  - ブルガリア・ソフィア・トリエンナーレグランプリ
  - BCS賞（八代広域行政事務組合消防本部庁舎）
- 1998年（平成10年）：芸術選奨文部大臣賞（大館樹海ドーム）
- 1999年（平成11年）
  - 日本芸術院賞（大館樹海ドーム）
  - BCS賞（大館樹海ドーム）
- 2000年（平成12年）：国際建築アカデミーアカデミシアン賞
- 2001年（平成13年）：グッドデザイン大賞（せんだいメディアテーク）
- 2002年（平成14年）
  - World Architecture Awards Best Building（せんだいメディアテーク）
  - BCS賞（せんだいメディアテーク）
  - ヴェネツィア・ビエンナーレ金獅子賞
- 2003年（平成15年）：日本建築学会賞作品賞（2度目）（せんだいメディアテーク）
- 2006年（平成18年）
  - RIBAゴールドメダル（ イギリス王立英国建築家協会ロイヤル・ゴールドメダル）
  - 公共建築賞（せんだいメディアテーク）
- 2008年（平成20年）
  - 金のコンパス賞
  - フレデリック・キースラー建築芸術賞
  - BCS賞（瞑想の森 市営斎場）
- 2009年（平成21年）：朝日賞[18]
- 2010年（平成22年）：高松宮殿下記念世界文化賞
- 2013年（平成25年）： アメリカ合衆国プリツカー賞
- 2016年（平成28年）：日本建築学会賞大賞
- 2017年（平成29年）：村野藤吾賞（台中国家歌劇院）
- 2017年（平成29年）：UIAゴールドメダル
- 2021年（令和3年）
  - リチャード・ノイトラ賞[19]
  - 旭日重光章[20]

## 著書
- 『マニエリスムと近代建築 コーリン・ロウ建築論選集』松永安光共訳、彰国社、初版 1981年（昭和56年）、ISBN 4395050433
- 『風の変様体 建築クロニクル』青土社、1989年（平成元年）、新装版2000年、ISBN 4-7917-5782-3
- 『シミュレイテド・シティの建築（INAX ALBUM 1）』INAX出版、1992年（平成4年） ISBN 4-87275-015-2
- 『透層する建築』青土社、 2000年（平成12年）、ISBN 4-7917-5837-4
- 『せんだいメディアテーク コンセプトブック』NTT出版、2001年（平成13年）、ISBN 4-7571-0044-2
- 『UNDER CONSTRUCTION -せんだいメディアテーク写真集』建築資料研究社、 2001年（平成13年）、ISBN 4-87460-716-0
- 『伊東豊雄 ライト・ストラクチュアのディテール』彰国社、2001年（平成13年）、ISBN 4-395-11103-3
- 『Serpentine Gallery Pavilion 2002:Toyo Ito With Arup』建築都市ワークショップ、2002年（平成14年）、ISBN 4-906544-81-9
- 『建築:非線型の出来事-smtからユーロへ』彰国社、 2003年（平成15年）、ISBN 4-395-11109-2
- 『みちの家 くうねるところにすむところ 08』インデックスコミュニケーションズ、 2005年（平成17年）、ISBN 4-7573-0318-1
- 『20XXの建築原理へ（建築のちから）』INAX出版、 2009年（平成21年）
- 『建築の大転換』中沢新一共著、筑摩書房、2012年／ちくま文庫（増補版）、2015年
- 『あの日からの建築』集英社新書、2012年（平成24年）
- 『「建築」で日本を変える』集英社新書、2016年（平成28年）
- 『日本語の建築　空間にひらがなの流動感を生む』PHP新書、2016年
- 『みんなの家、その先へ』LIXIL出版、2018年（平成30年）1月
- 『伊東豊雄 21世紀の建築をめざして』エクスナレッジ、2018年4月
- 『伊東豊雄 美しい建築に人は集まる（のこす言葉）』平凡社、2020年6月
- 『伊東豊雄 自選作品集』平凡社、2020年（令和2年）8月。大判作品集

## 出演
- NHK『プロフェッショナル 仕事の流儀』（第114回）（2009年（平成21年）4月7日 22時 - 22時48分）
  - ノルウェー首都オスロの図書館設計コンペの案をまとめるまでの軌跡が紹介された（コンペは落選）。

## その他
- 伊東家の養子となった義兄・伊藤成憲は幸田露伴の姪孫（露伴の長兄・成常の長男・政吉の五男）。
- 空間デザインコンペティション、建築環境デザインコンペティション、セントラル硝子国際建築設計競技、せんだいデザインリーグ、トウキョウ建築コレクション、広島8大学卒業設計展などの審査員を歴任。

## 伊東事務所出身の建築家
- 石田敏明：1973～81年、所員。建築士、前橋工科大学大学院教授。
- 妹島和世：1981～87年、所員。建築士、横浜国立大学教授。
- 城戸崎和佐：1985～93年、所員。建築士、京都工芸繊維大学准教授。
- 曽我部昌史：1988～94年、所員。建築士、神奈川大学大学院教授。
- ヨコミゾマコト：1988～2000年、所員。建築士、東京藝術大学大学院准教授。
- アストリッド・クライン：1988～90年、所員。建築士。
- 佐藤光彦：1986～92年、所員。建築士、日本大学大学院教授。
- 福島加津也：1994～2002年、所員。建築士。
- 松原弘典：1997～2001年、所員。建築士、慶應義塾大学准教授。
- 平田晃久：1997～2005年、所員。建築士。
- 中山英之：2000～07年、所員。建築士。
- 末光弘和：2001～06年、所員。建築士。
- 白川在：2001～06年、所員。建築士。
- 篠崎弘之：2002～09年、所員。建築士。
- 御手洗龍：2004～13年、所員。
- 岡野道子：2005～15年、所員。建築士、芝浦工業大学特任准教授。